# Lotar II. Lotarinški
Lotar II. je bil od leta 855 do svoje smrti kralj Lotaringije, * 835, † 8. avgust 869, Piacenza. 
Bil je drugi sin cesarja Lotarja I. in Ermengarde Tourske.

## Vladanje
Oče ga je leta 855 iz političnih razlogov prisilil k poroki s Tevtbergo in le nekaj dni pred svojo smrtjo pozno jeseni leta 855 razdelil svoje Srednjefrankovsko kraljestvo med svoje tri sinove. Delitev je znana kot  Prümski sporazum. Lotar II. je dobil ozemlje Srednje Frankovske zahodno od Rena od Severnega morja do gorovja Jura. Postalo je znano kot Regnum Lotharii in v zgodnjem 10. stoletju kot Lotaringija ali Lorena. Ime Lorena se je kasneje uporabljalo le za vojvodino Loreno. Lotarjev starejši brat Ludvik II. je dobil severno Italijo in naslov cesarja, njegov mlajši brat Karel pa zahodne dele očetovih domen, se pravi Burgundijo in Provanso. 
Po smrti brata Karla leta 863 je Lotar svojemu kraljestvu dodal nekaj ozemelj južno od Jure, vendar se zdi, da za vzpostavitev oblasti in obrambo tega ozemlja ni naredil veliko. Ohranjenih je šestintrideset kraljevih listin Lotarja II.
Zakon s Tevtbergo je bil brez otrok in Lotarjevo vladavino je zaznamovalo njegovo prizadevanje, da bi dosegel razveljavitev njunega zakona in da bi za to dobil podporo svojih stricev Karla Plešastega in Ludvika Nemškega. Sledili so prepiri in sprave med tremi kralji, na splošno pa je bil Ludvik naklonjen razveljavitvi zakona, Karel pa ji je nasprotoval. Ob tem nobeden od njih ni izgubil izpred oči dejstva, da Lotar ni imel sinov, ki bi podedovali njegovo kraljestvo. 
Lotarjevo željo po razvezi zakona je spodbujala njegova ljubica Valdrada in Lotar je Tevtbergo odslovil, po njeni uspešno opravljeni preizkušnji z vodo pa jo je moral leta 858 sprejeti nazaj. Potem ko je pridobil podporo svojega brata, cesarja Ludvika II.,  in z odstopom zemljišč soglasje lokalne duhovščine, je bil njegov zakon leta 862 razveljavljen. 
Sinoda frankovskih škofov, ki se je sestala v Metzu leta 863, je razvezo potrdila. Tevtberga je pobegnila na dvor Karla Plešastega, papež Nikolaj I. pa je odločitev sinode razveljavil. Cesarjev napad na Rim ni dosegel pričakovanih rezultatov in leta 865 je moral Lotar, ki mu je grozilo izobčenje in je bil prepričan, da sta Ludvik in Karel na nedavnem srečanju razpravljala o razdelitvi njegovega kraljestva, spet vzel nazaj svojo ženo. Tevtberga je nato iz lastnega prepričanja ali pod prisilo sama izrazila željo po razvezi zakona. Lotar  je odšel v Italijo, da bi pridobil privolitev novega papeža Hadrijana II., in 8. avgusta 869 zaradi vročice v Piacenzi umrl. 

## Nasledstvo
Lotarjev sin Hugo, rojen v zvezi z Valdrado, je bil razglašen za nezakonskega, zato je Lotarjevo kraljestvo nasledil brat Ludvik. Ker se je Ludvik takrat vojskoval proti emiratu Bari, sta si Lotarjevo kraljestvo z Mersenskim porazumom razdelila Karel Plešasti in Ludvik Nemški. 

## Potomci
Lotar II. je imel nekaj sinov in verjetno tri hčere, vse z Valdrado. Vsi otroci so bili razglašeni za nezakonske. 
- Hugo (ok. 855–895), vojvoda Alzacije (867–885)
- Gizela (ok. 865–908),  leta 883 poročena z vikinškim voditeljem Godfrejem, vladajočim v Friziji, ki je bil leta 885 umorjen
- Berta (ok. 863–925), poročena z grofom Teobaldom iz Arlesa: po Teobaldovi smrti se je poročila  z Adalbertom II. Toskanskim
- Ermengarda (umrla  90 ?)
- Odo (umrl 879)